# 弾痕 (1969年の映画)
「弾痕」（だんこん）は1969年9月10日に公開された日本映画。製作、配給は東宝。カラー、シネマスコープ。加山雄三がアメリカ諜報局工作員を演じている。

## スタッフ
- 製作：貝山知弘
- 脚本：永原秀一
- 撮影：斎藤孝雄（三船プロ）
- 美術：村木与四郎
- 録音：矢野口文雄
- 照明：小島正七
- 整音：宮崎正信
- 音楽：武満徹

主題歌：ビクターレコード「死んだ男の残したものは」（作詞：谷川俊太郎 / 作曲：武満徹 / 唄：高石友也）
- 編集：黒岩義民
- 合成：松田博
- 監督助手：吉松安弘
- 製作担当者：坂井靖史
- ペルー・写真：三木淳
- 現像：東洋現像所
- 監督：森谷司郎

## キャスト
- 滝村憲（米諜報局工作員）：加山雄三
- 有村沙織（女流彫刻家）：太地喜和子
- 三宅：佐藤慶
- ジョージ・北林（米諜報局極東本部幹部二世）：岡田英次
- 久野薫（米諜報局員）：立花マリ
- 渡海（米諜報局員）：納谷悟朗
- 野瀬（米諜報局員）：小沢忠臣
- 楊（中共側工作員）：岸田森
- コムルスキー（米諜報局員）：ロルフ・ジェサップ
- トニー・ローズ：アンディ・シームズ
- 埋立地の男：上田忠好
- 外務省係官：近藤準
- 警視庁外事課員：加藤和夫
- 朱芳：原知佐子
- 阿洪：田中浩
- 作家風の男：早野寿郎
- 若い男たち（活動家）：川端真二、富川澈夫、水谷邦久
- インタビューアー：麻生雅子（TBS）
- 歌う青年：高石友也

## 併映作品
- 『華麗なる闘い』